# Záhedán megye
Záhedán megye (perzsa nyelven: شهرستان زاهدان) Irán Szisztán és Beludzsisztán tartományának északnyugati elhelyezkedésű megyéje az ország keleti részén. Záhedán megye a tartomány legnagyobb területű megyéje. Keleten Afganisztán, Nimruz tartomány és Chahar Burjak kerület, illetve Pakisztán, Beludzsisztán tartomány határolja, délkeleten Mirdzsáve megye, délen Hás megye és Iránsahr megye, nyugatról Kermán tartomány és Kermán megye, valamint Fahradzs megye határolja, északról Nimruz megye és Hamun megye határolja. A megye lakossága 2011-ben 850 531 fő volt. A megye három kerületre osztható: Központi kerület, Kurin kerület és Nosztratábád kerület. A megyében két város található: az 587 730 fős megyeszékhely, Záhedán (Irán 12. legnagyobb népességű városa), illetve az 5200 fős Nosztratábád.

## Népesség
| 2016 | 672 589 |

## Fordítás
- Ez a szócikk részben vagy egészben  a   Zahedan County című angol Wikipédia-szócikk ezen változatának fordításán alapul.  Az eredeti cikk szerkesztőit annak laptörténete sorolja fel. Ez a jelzés csupán a megfogalmazás eredetét és a szerzői jogokat jelzi, nem szolgál a cikkben szereplő információk forrásmegjelöléseként.